# Delia manitobensis
Delia manitobensis este o specie de muște din genul Delia, familia Anthomyiidae, descrisă de Griffiths în anul 1992.
Este endemică în Manitoba. Conform Catalogue of Life specia Delia manitobensis nu are subspecii cunoscute.